# Shakūrābād
Shakūrābād (persiska: شكور آباد, شُكر آباد, شُكور آباد) är en ort i Iran.   Den ligger i provinsen Zanjan, i den nordvästra delen av landet, 260 km väster om huvudstaden Teheran. Shakūrābād ligger 1 949 meter över havet och antalet invånare är 743.
Terrängen runt Shakūrābād är kuperad åt sydväst, men åt nordost är den platt.Runt Shakūrābād är det ganska tätbefolkat, med 78 invånare per kvadratkilometer. Närmaste större samhälle är Solţānīyeh, 10,7 km öster om Shakūrābād. Trakten runt Shakūrābād består i huvudsak av gräsmarker.